# Buger (Karatu)
Buger ist ein Verwaltungsbezirk (Ward) des Distrikts Karatu in der tansanischen Region Arusha.

## Geografie
Buger liegt im Norden von Tansania etwa 120 Kilometer westsüdwestlich der Regionshauptstadt Arusha und westlich des Manyara-Sees. Große Teile des Bezirks liegen zwischen 1500 und 1900 Meter über dem Meer. Die Grenze im Norden und im Nordwesten bildet der oftmals ausgetrocknete Fluss Jambi.
Der Bezirk grenzt im Nordwesten an Endabash, im Norden an Endamarariek und ist im Osten, Süden und Westen von der Region Manyara umgeben. Er hat eine Fläche von 144,6 Quadratkilometern. Bei der Volkszählung 2022 lebten hier 10.124 Menschen in 1843 Haushalten.

## Gliederung
Buger besteht aus drei Gemeinden (Mtaa) mit elf Orten (Kitongoji):
| Ayalaliyo - Antsi - Ayloi - Gehandu | Buger - Gahabiya - Ayabea - Antsi-Gamdi - Ayalabe | Endonyawet - Krash - Senta - Kreta - Garantli |

## Wirtschaft und Infrastruktur
- Landwirtschaft: Buger gehört zur Hochlandzone von Karatu. Auf den lehmigen Böden gedeihen Weizen, Gerste, Kaffee, Schnittblumen, Mais, Bohnen und Erbsen.[7]
- Gesundheit: Im Bezirk liegen zwei staatliche Apotheken.[8][9]